# Dermatobranchus glaber
Dermatobranchus glaber is een slakkensoort uit de familie van de Arminidae. De wetenschappelijke naam van de soort is voor het eerst geldig gepubliceerd in 1908 door Eliot.